# Jojo Mayer

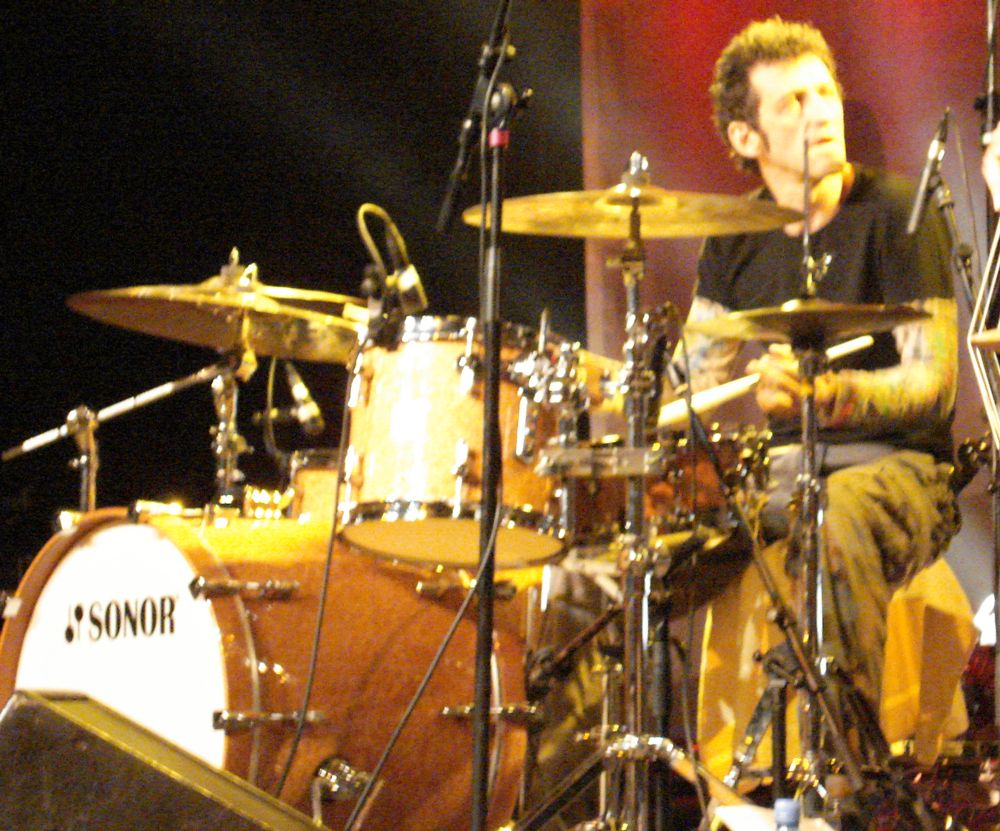
Jojo Mayer

Jojo Mayer, född 18 januari 1963, är en trummis ifrån Schweiz. Han spelade innan i Screaming Headless Torsos.
Jojo leder nu Drum and bassbandet Nerve. Det som gör Nerve unikt är att till skillnad mot majoriteten av Drum n Bass spelar Nerve det på liveinstrument i realtid.
Nerve brukade uppträda tillsammans med gäster på Prohibited Beatz (eller P Beatz som det också kallas), som hölls på olika nattklubbar i New York.